# Lolicon
Lolicon (ロリコン rorikon?) este un gen de media ficțională în cultura japoneză care se concentrează pe personaje de fete tinere (sau care par tinere), de obicei într-un mod sugestiv sau erotic. Termenul este un portmanteau al expresiei englezești "Lolita complex" și se referă atât la dorința sau afecțiunea pentru astfel de personaje (ロリ, "loli"), cât și la fanii acestora. Lolicon este asociat în principal cu imagini stilizate în manga, anime și jocuri video. În cultura otaku, acest gen este în general înțeles ca fiind distinct de dorințele pentru reprezentări realiste ale fetelor tinere sau pentru fete tinere reale. Lolicon este, de asemenea, legat de conceptul de moe, care exprimă o afecțiune puternică pentru personaje ficționale, adesea fete drăguțe (bishōjo) din manga sau anime.

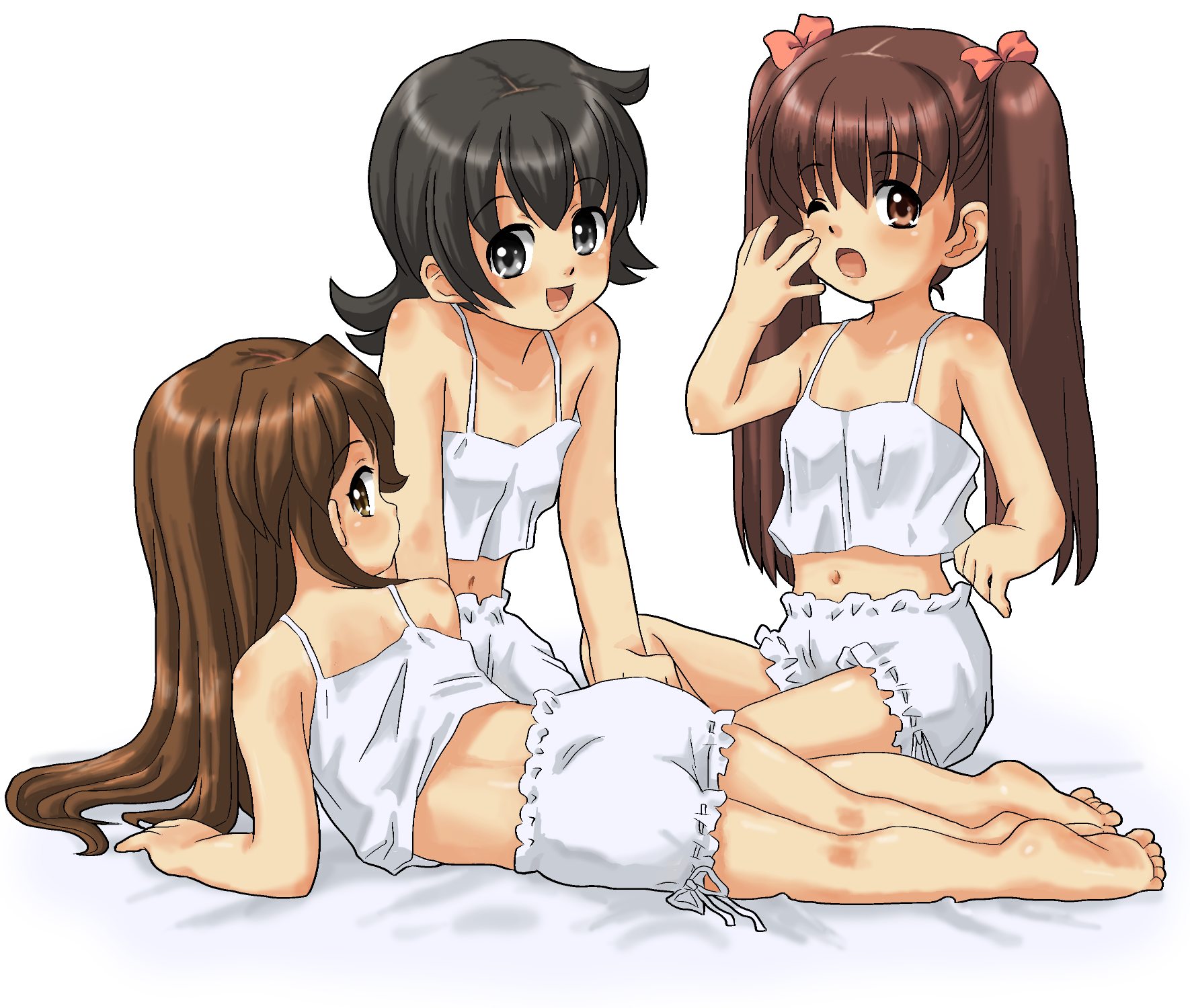
Fete tinere într-un stil manga purtând doar lenjerie.

Fraza „Lolita complex", derivată din romanul Lolita de Vladimir Nabokov, a intrat în uz în Japonia în anii 1970. În timpul așa-numitului "lolicon boom" din manga erotică la începutul anilor 1980, termenul a fost adoptat în cultura otaku emergentă pentru a denota atracția față de personajele bishōjo timpurii. Ulterior, sensul termenului s-a restrâns la reprezentările de personaje mai tinere,. Stilul artistic din perioada boom-ului lolicon, puternic influențat de manga shōjo, a marcat o tranziție de la realism către o estetică de „erotism drăguț" (kawaii ero). Această estetică a devenit de atunci comună în manga și anime. Boom-ul lolicon s-a diminuat până la mijlocul anilor 1980, iar genul a devenit o minoritate în cadrul manga-ului erotic.
Începând cu anii 1990, lolicon a devenit un cuvânt-cheie⁠(d) în dezbaterile despre manga, atât în Japonia, cât și la nivel global. Legile privind pornografia infantilă⁠(d) din unele țări se aplică și reprezentărilor ficționale de copii, în timp ce în alte țări, inclusiv Japonia, acestea nu sunt incluse în reglementări. Criticii și susținătorii genului dezbat dacă acesta contribuie la abuzul sexual asupra copiilor. În timp ce unii susțin că reprezentațiile pot încuraja comportamente nocive. Cercetătorii din domeniul culturii și mass-media identifică lolicon-ul ca parte a unei delimitări mai largi între ficțiune și realitate în sexualitatea otaku.